# Moonshine
Moonshine – album zespołu Collage wydany w 1994 roku nakładem holenderskiej wytwórni SI Music. W Polsce przez Metal Mind Records. W 1995 album ten dzięki firmie Roadrunner Records trafił na rynki całego świata, w tym do Japonii i Korei. Uważany za najważniejszy album Collage. W 2003 ukazała się zremasterowana wersja płyty z bonusami. Utwór Living in the moonlight w 7. Polskim Topie Wszech Czasów Radiowej Trójki 2 maja 2014 roku zajął 35. miejsce. Okładkę albumu zdobi jeden z obrazów Zdzisława Beksińskiego. 

## Lista utworów
Album zawiera utwory:
1. „Heroes Cry” – 6:39
2. „In Your Eyes” – 14:04
3. „Lovely Day” – 5:10
4. „Living in the Moonlight” – 4:43
5. „The Blues” – 7:16
6. „Wings in the Night” – 11:11
7. „Moonshine” – 12:49
8. „War Is Over” – 5:27

Bonusy na zremasterowanej edycji z 2003:
1. „Almost There” – 4:06
2. „The Blues” (live Holland 1995, video) – 8:12
3. „Wings in the Night” (live Holland 1995, video) – 9:12

## Twórcy
Twórcami albumu są:
- Robert Amirian – gitara akustyczna, chórki, mandolina, śpiew
- Mirosław Gil – gitara akustyczna, gitara
- Krzysztof Palczewski - instrumenty klawiszowe
- Wojciech Szadkowski – perkusja, instrumenty perkusyjne
- Piotr Witkowski – gitara basowa